# Always Be True and Faithful
Sea siempre veraz y fiel ( en alemán: Üb' immer Treu' und Redlichkeit ) es una película muda alemana de 1927 dirigida por Reinhold Schünzel y protagonizada por Reinhold Schünzel, Rosa Valetti y Julius E. Herrmann.
The film's sets were designed by the art directors Emil Hasler and Oscar Friedrich Werndorff.

## Elenco
- Reinhold Schünzel como Orje Duff
- Rosa Valetti como Fedora Bratfisch, Karussellbesitzerin
- Julius E. Herrmann como Anton Rabach, Inhaber eines Modellhauses
- Lydia Potechina como Friderike Rabach, Antons Frau
- Ernst Hofmann como Kasimir Rabach, beider Sohn
- Toni Philippi como Laetitia Della Casa
- Sig Arno como Poldi Meindl
- Margot Landa como Christine Bleibtreu
- Yvette Darnys como Yvette, Revuestar
- Kurt Gerron como Yvettes Mann
- Paul Westermeier como Karl, Hausdiener bei Rabach
- hans albers
- fernando bonn
- Gastón Briese